# パブロ・ドラド
パブロ・ドラド（Pablo Dorado, 1908年6月22日 - 1978年11月18日）は、ウルグアイ出身の元同国代表サッカー選手。ポジションはFW。

## 経歴
1930年のFIFAワールドカップにエルンスト・マスチェローニなどと共に期待の若手選手として招集され、本大会では2得点を挙げている。中でもアルゼンチンとの決勝戦では、膠着状態の前半18分に、ゴールキーパーの足に当てながら得点した。その後は2点を返されるも味方の反撃により勝利し、初代FIFAワールドカップの優勝メンバーとなっている。その後は、CAベジャ・ビスタや、アルゼンチンのCAリーベル・プレートで1931年から1935年までプレーし、1932年にはリーグ優勝している。